# Iglesia de San Francisco (Ceuta)
La Iglesia de San Francisco es una iglesia de la ciudad española de Ceuta. Se encuentra en la calle Camoens, en la Península de La Almina, y es un Bien de Interés Cultural.

## Historia
Sobre 1420 los franciscanos se establecieron en la antigua madraza islámica, estando su convento bajo la advocación del Apóstol Santiago, pero en 1568 se lo cedieron a la Orden Trinitaria. Al volver los franciscanos en 1.677 de Fez se establecen en la Ermita del Valle hasta 1.679, cuando levantan un convento, siendo su iglesia construida entre 1.712 y 1.723 y advocada de la Santa Cruz.
Tras sufrir el proceso desamortizador del siglo XIX sobrevive la iglesia, conocida como San Francisco, en malas condiciones, hasta que el Deán Eugenio McCrohon se la cede a los agustinos, representados por los padres José Pérez Gómez y Saturnino de la Torre, el 30 de junio de 1914 ante las autoridades civiles, militares y eclesiásticas de la ciudad. En 1919 empieza a ser reparada, retejándose las techumbres, recomponiéndose la cúpula y saneándose los muros, siendo las obras costeadas por los agustinos, aunque más tarde con el dinero recaudado por los feligreses con subscripciones se continúan.  
Las fachadas son reforman en los 40 por el arquitecto municipal José Antón García, que levanta las dos torres en sustitución de dos espadañas.

## Descripción
Construido en piedra de la región y ladrillo macizo, con cubiertas a dos tejas, de tejas consta de tres naves, de cinco tramos, sobre sus dos primeros tramos se sitúa el coro, terminando la central en una cabecera plana, tras el crucero y presbiterio.

### Exterior
La fachada principal cuenta con una portada de cantería con la portada de acceso en arco de medio punto flanqueado por pilastras toscanas, sobre la que se sitúa una hornacina que cobija un escudo con cruz con el lema “IHS” y corazón atravesado por clavos, todo ello envuelto en hojarasca. En el friso se lee la inscripción “SOLI DEO HONOR ET GLORIA 1.712”, año de inicio de las obras del templo. Sobre la portada se encuentra un ventanal, coronándose todo ello por un frontón triangular. Todo está flanqueado por sendas torres campanario cuadradas, en cuyo fuste se abren ventanas, situándose  en la torre izquierda la esfera del reloj.